# Krassowski-Ellipsoid
Das Krassowski-Ellipsoid (benannt nach dem russischen Geodäten Feodossi Nikolajewitsch Krassowski, oft auch Theodor Krassovsky oder Krassowskij geschrieben) bezeichnet ein Referenzellipsoid zur Annäherung der tatsächlichen Erdfigur (siehe auch  Weltnetz), das im früheren Ostblock, insbesondere für die Sowjetische Generalstabskarte, bis heute häufig benutzt wird.
Die von Krassowski berechneten Ellipsoidparameter sind
Äquatorhalbachse a = 6.378.245,0 m, Erdabplattung f = 1 : 298,3
und können in der Tabelle wichtiger Referenzellipsoide mit anderen Ellipsoiden verglichen werden, etwa mit dem bisher für Deutschland und Österreich wichtigen Bessel-Ellipsoid von 1841. Ursprünglich war das Krassowski-Ellipsoid als dreiachsiges Ellipsoid konzipiert, aber wegen dessen zu komplizierter Anwendung wurde es auf zwei Parameter reduziert. 

## Anwendung
Das Krassowski-Ellipsoid ist besonders dem Geoid von Eurasien angepasst. Krassowski hat es in den späten 1930er Jahren aus geodätischen Messungen berechnet, welche die Datengrundlagen früherer Ellipsoide (Bessel 1841, Hayford 1909) um Vermessungsnetze und astrogeodätische Daten der Sowjetunion ergänzte. Es liegt, wie die o. g. Tabelle zeigt, in der Qualität zwischen seinen Vorgängern und den modernen Werten. Nur die Werte von Helmert 1906 sind global noch etwas besser, was sich aber erst durch Messungen der Satellitengeodäsie ab 1960 zeigen ließ.
In der DDR wurde – wie auch in der Sowjetunion und allen Ostblockstaaten – das Krassowski-Ellipsoid als Grundlage für das Gauß-Krüger-Koordinatensystem verwendet. Während in Deutschland bei den Landesvermessungsämtern seit den 1990er Jahren der Übergang von den Gauß-Krüger-Koordinaten (Potsdam-Datum, Bessel/Krassowski-Ellipsoid) auf das UTM-System unter Bezug auf das ETRS89(-System) mit dem GRS80-Ellipsoid erfolgte, blieben die bisherigen Systeme in den neuen Bundesländern noch eine Zeitlang bestehen. Im wiedervereinigten Deutschland war Sachsen Mitte 2015 eines der letzten Bundesländer, in dem die Umstellung vollzogen wurde.
Auch zahlreiche im ehemaligen Ostblock herausgegebene Kartenwerke beruhen auf dem Krassowski-Ellipsoid, u. a. die Weltkarte 1:2,5 Millionen.